# Mame Fatou Faye
Mame Fatou Faye (sinh ngày 19 tháng 8 năm 1986) là một vận động viên người Sénégal chuyên vượt rào 400 mét. Ngoài việc vượt rào, cô chạy trong cuộc tiếp sức 4 x 400 mét, nơi cô đã giành được một số huy chương quốc tế.
Thành tích cá nhân tốt nhất của cô trong sự kiện chính là 56,37 giây được đặt tại Dakar vào năm 2012.

## Thành tích giải đấu
| Năm                  | Giải đấu                     | Địa điểm              | Thứ hạng             | Nội dung             | Chú thích            |
| Representing Sénégal | Representing Sénégal         | Representing Sénégal  | Representing Sénégal | Representing Sénégal | Representing Sénégal |
| -------------------- | ---------------------------- | --------------------- | -------------------- | -------------------- | -------------------- |
| 2005                 | African Junior Championships | Radès, Tunisia        | 3rd                  | 100 m hurdles        | 14.59                |
| 2005                 | African Junior Championships | Radès, Tunisia        | 2nd                  | 400 m hurdles        | 61.31                |
| 2005                 | African Junior Championships | Radès, Tunisia        | 3rd                  | 4×400 m relay        | 3:48.85              |
| 2006                 | African Championships        | Bambous, Mauritius    | 11th (h)             | 400 m hurdles        | 61.37                |
| 2007                 | All-Africa Games             | Algiers, Algeria      | 9th (h)              | 400 m hurdles        | 58.97                |
| 2007                 | All-Africa Games             | Algiers, Algeria      | 4th                  | 4×400 m relay        | 3:34.88              |
| 2007                 | Universiade                  | Bangkok, Thailand     | 15th (sf)            | 400 m                | 55.27                |
| 2008                 | African Championships        | Addis Ababa, Ethiopia | 6th                  | 400 m hurdles        | 58.33                |
| 2008                 | African Championships        | Addis Ababa, Ethiopia | 4th                  | 4×100 m relay        | 45.63                |
| 2008                 | African Championships        | Addis Ababa, Ethiopia | 3rd                  | 4×400 m relay        | 3:38.42              |
| 2009                 | Universiade                  | Belgrade, Serbia      | 8th                  | 400 m hurdles        | 58.73                |
| 2009                 | Universiade                  | Belgrade, Serbia      | 3rd                  | 4×400 m relay        | 3:36.33              |
| 2009                 | Jeux de la Francophonie      | Beirut, Lebanon       | 4th                  | 400 m hurdles        | 58.85                |
| 2009                 | Jeux de la Francophonie      | Beirut, Lebanon       | 2nd                  | 4×400 m relay        | 3:36.27              |
| 2011                 | Universiade                  | Shenzhen, China       | 12th (h)             | 400 m hurdles        | 57.56                |
| 2011                 | Universiade                  | Shenzhen, China       | 7th                  | 4×400 m relay        | 3:43.15              |
| 2011                 | All-Africa Games             | Maputo, Mozambique    | 5th                  | 400 m hurdles        | 57.99                |
| 2012                 | African Championships        | Porto Novo, Benin     | 9th (h)              | 400 m hurdles        | 58.14                |
| 2013                 | Universiade                  | Kazan, Russia         | 12th (h)             | 400 m hurdles        | 58.90                |
| 2013                 | Jeux de la Francophonie      | Nice, France          | 3rd                  | 400 m hurdles        | 57.66                |
| 2014                 | African Championships        | Marrakech, Morocco    | 9th (h)              | 400 m hurdles        | 59.11                |
| 2014                 | African Championships        | Marrakech, Morocco    | –                    | 4×100 m relay        | DNF                  |